# Misumena alpha
Misumena alpha är en spindelart som beskrevs av Pater Chrysanthus 1964. Misumena alpha ingår i släktet Misumena och familjen krabbspindlar. Inga underarter finns listade i Catalogue of Life.